# Mission 21
 (novembre 2015).
Mission 21 - Mission protestante de Bâle est une organisation ecclésiale internationale missionnaire basée à Bâle, en Suisse. Bien que soutenue par l'Église évangélique réformée de Suisse (et la Direction du développement et de la coopération), elle est à la fois œcuménique et inter-religieuse. Elle œuvre en partenariat avec la Mission Bethléem d'Immensee et l'Evangelische Mission in Solidarität (EMS) d'Allemagne.   
Le logo de Mission 21, conçu par le graphiste Vischer Vettiger, représente de manière stylisée l'arbre de la vie décrit dans le livre de l'Apocalypse, chapitre 22, verset 2.  

## Histoire
Le 16 décembre 2000, cinq organismes missionnaires ont formé ensemble « Mission 21 - Mission protestante de Bâle ». Le plus ancien d’entre eux était la Mission de Bâle, fondée en 1815. Le synode est l'organe décisionnel suprême de l'organisation. Les Églises et organisations partenaires en Afrique, en Asie, en Amérique latine et l'Europe y sont représentées en nombre égal. Le premier synode de Mission 21 a eu lieu du 16 au 20 juin 2004 à Bâle. Le second a eu lieu en 2007 à Berne, le troisième en 2010 à Zurich et le quatrième en 2013 à Saint-Gall.

## Objectifs et principes
Mission 21 s’est fixé pour objectif de permettre une rencontre avec des espaces lointains et jusque-là étrangers, pour apporter une aide concrète lorsque la paix, la justice ou l'intégrité de la création y sont menacées. Elle milite dans des réunions et des séries de rencontres autour d'événements traitant des enjeux actuels de l’Église et de la société et elle fournit des espaces pour des rencontres interculturelles et interreligieuses particulièrement en Suisse. Tous les trois ans, le synode de Mission 21 choisit des thèmes qui seront particulièrement mis en avant dans la communication et le travail de Mission 21 au cours d'une période de temps. Cela peut être un effort particulier sur un pays comme sur un projet donné. Les domaines d’intervention de Mission 21 comprennent les soins médicaux, la prévention du VIH/SIDA, la formation agricole et professionnelle, le soutien aux orphelins, la formation théologique, la promotion de la paix et de l'égalité des sexes. Les quelque 100 projets sont répartis dans 17 pays en Afrique, en Asie et en Amérique latine. Le thème retenu par le synode 2010 est : « Eau de la Vie - Le droit jaillisse comme les eaux, et comme un torrent intarissable » (phrase inspirée du livre du prophète Amos, chapitre 5, verset 24). 

## Gestion
Le siège de l'association est la Maison des missions, située au 21, rue des Missions et bâtie en 1870 à Bâle comme centre de formation pour les missionnaires de la Mission de Bâle. La maison fonctionne actuellement comme un hôtel et un centre de formation. Cinquante personnes travaillent au siège de l’organisation, assistées d’une vingtaine de personnes détachées par les associations partenaires. Le siège de Mission 21 dispose une bibliothèque accessible au public, qui est aussi une bibliothèque de référence pour les questions missionnaires, œcuméniques et de travail de développement économique. Des archives très riches sont également accessibles pour la recherche interdisciplinaire particulièrement dans le domaine des études africaines  elles permettent de travailler à un bilan critique de l’histoire des missions. L'association est financée par des dons privés, par les contributions des Églises et congrégations cantonales en Suisse, la Mission évangélique d’Allemagne de l'Ouest ainsi que par les contributions de diverses autres organisations. Le chiffre d'affaires total actuel de l'organisation est d’environ 13,5 millions de francs suisses par an. 

## Le programme «PEP»
PEP! (Professionals Exposure Program) est un programme de formation continue de Mission 21. Son but est de fournir aux jeunes un accès à des travaux de développement modernes, sans qu’ils doivent s’y engager pour plusieurs années. Le programme se déroule en trois parties : une formation préparatoire, puis un engagement dans un projet de six à douze mois en Afrique, en Amérique latine ou en Asie avec de véritables responsabilités et, pour finir, un séminaire de fin de formation avec un atelier pour approfondir les questions interculturelles. Le travail dans le projet est basé sur les compétences professionnelles du stagiaire; la formation lui permet donc d’améliorer ses compétences initiales tout en y ajoutant des compétences interculturelles. Chaque année, 15 à 20 personnes suivent un « PEP » - ils sont sélectionnés parmi environ 400 candidats. 

## Publications
L'association utilise trois publications destinées à ses membres et au public pour les informer de du travail et des projets de Mission 21 et de ses organisations partenaires, mais aussi pour stimuler les discussions sur des sujets d'actualité. Ces publications suivantes paraissent six fois par an : 
- Auftrag (contrat) - des informations sur la vie et ses inconvénients dans les pays participants;
- Nachrichten Mission 21 (Nouvelles de Mission 21) - informations générales sur la mission 21 et ses projets;
- Informell (officieusement) - information pour les parents, les équipes de soutien.

## Églises et organisations partenaires
La participation des Églises et des organisations partenaires joue un rôle central. Dans les rencontres continentales de partenaire Églises, les délégués respectifs sont déterminés puis définissent les enjeux actuels et coordonnent les diverses activités. Ce partenaire Églises sont : 
- Église presbytérienne au Cameroun
- Centro de Promocion y Acción Social Ecumenico Centro, CEDEPAS-Centro, Pérou
- Centro de Promocion y Acción Social Ecumenico Norte, CEDEPAS-Norte, Pérou
- Audiovisuales del Perú, ADEP
- Bâle Église chrétienne de Malaisie, CCBM
- Gereja Kristen Pasundan, GKP (Église Pasundan, Indonésie)
- Persekutuan Gereja-Gereja di Indonésie, IGP
- Theological Seminary Sabah, STS, Malaisie
- Universitas Islam Negeri Sunan Kalijaga Yogyakarta, UIN de Yogyakarta, en Indonésie
- Universitas Kristen Duta Wacana, UKDW, l'Indonésie
- Cameroun, Fonta : Centre de conseil agricole
- Tanzanie, Mbeya : Église morave en Tanzanie, province du Sud-Ouest
- Tanzanie, Mbeya : Église morave en Tanzanie, province du Sud
- Tanzanie, Université Teofilo Kisanji, Mbeya
- Bolivie, La Paz:  Institut de théologie œcuménique andin ISEAT
- Chili : Chili Mesa
- Chili, Concepción : Servicio para el Desarrollo y la Educación Comunitaria, SEDEC, Service du développement et de formation de l'Église méthodiste du Chili
- Chili, Santiago : Service des Églises, SEPADE
- Chili, Santiago : Centre œcuménique "Diego de Medellín" CEDM
- Chili, Santiago : Service pour la paix et la justice, SERPAJ
- Chili, Santiago : Église méthodiste du Chili, IMECH
- Chili, Santiago : Collectif femme Conspirando
- Chili, Santiago et Concepción : Comunidad Teologica Evangélica du Chili, de théologie évangélique communautaire
- Costa Rica, San José : DEI Departemento Ecumenico de Ivestiganciones
- Costa Rica, San José : SERPAJ - LA Servicio de Paz y Justicia coordinación Latinoamericana
- Argentine, Buenos Aires : ISEDET, Instituto Superior de Estudios Teológicos Evangélico
- Équateur, Quito : CLAI, Consejo Latinoamericano de Iglesias
- Corée du Sud : Église presbytérienne de la République de Corée, PROK
- Corée du Sud : Église presbytérienne de Corée, PCK
- Asian Fellowship of Mission 21 Partners (Communauté d’Églises asiatiques partenaires de Mission 21)